# Bœuf tacheté de Hongrie
Le bœuf tacheté de Hongrie (en hongrois : magyar tarka szarvasmarha) est une ancienne race bovine de Hongrie.